# Flyeboda naturreservat
Flyeboda naturreservat är ett naturreservat i Karlskrona kommun i Blekinge län.
Reservatet är skyddat sedan 2024 och omfattar 34 hektar. Det består av två delar öster och väster om byn Flyeboda och är beläget norr om Jämjö och utgörs till största delen av slåtteräng, hagmark och bokdominerad ädellövskog, där finns även sumpskogar.